# John of Lexinton
John of Lexinton (auch John of Laxton) († unsicher: 16. Januar 1257) war ein englischer Ritter, der mehrmals als Lord Keeper of the Great Seal diente.

## Herkunft und Ausbildung
John war ein jüngerer Sohn von Richard of Lexinton und dessen Frau Matilda. Die Familie benannte sich nach Laxton in Nottinghamshire, das früher Lexinton genannt wurde und wo sein Vater Grundbesitz besaß. John besuchte er an einem unbekannten Ort eine höhere Schule. Ob er jedoch wirklich kanonisches wie auch römisches Recht studierte, wie der Annalist von Burton behauptet, ist fraglich.

## Aufstieg als Ritter des königlichen Haushalts
Ende der 1220er Jahre diente Lexinton als Ritter im Haushalt von Earl Ranulf of Chester. Nach dessen Tod 1232 ging er nach Irland, wo er Sheriff von Munster sowie Constable von Limerick wurde. 1235 kehrte er nach England zurück und wurde Ritter im Haushalt von König Heinrich III., der ihm dafür jährlich £ 20 zahlte. 1237 gehörte er einer Gesandtschaft zum Papsthof nach Rom an. 1238 diente er als Steuererheber in Nordengland und gehörte einer Gesandtschaft nach Schottland an, dazu erhielt er das Hofamt des Knight Marshal. 1240 kehrte er im Dienst des Königs nach Cheshire zurück, wo er als Justiciar diente. Anfang 1241 gehörte er der Gesandtschaft des Königs an, die an einem von Papst Gregor IX. einberufenen Konzil teilnehmen sollte. Auf der Seereise wurden ihre Schiffe jedoch im Mittelmeer in der Seeschlacht von Giglio von einer Flotte des römisch-deutschen Kaisers Friedrich II. angegriffen. Die kaiserliche Flotte konnte zahlreiche gegnerische Schiffe entern und damit viele Geistliche gefangen nehmen, doch John konnte seinen Bruder Stephen, Abt von Savigny vor der Gefangennahme retten und mit ihm entkommen. Vor September 1241 war John wieder in Cheshire und unterstützte Heinrich III. bei dessen Feldzug gegen den walisischen Fürst Dafydd ap Llywelyn. Anschließend geleitete er den als Geisel gestellten Gruffydd, den Bruder von Fürst Dafydd, nach London. 1242 nahm er am Feldzug des Königs nach Südwestfrankreich teil. Nach der Niederlage in der Schlacht bei Taillebourg verhandelte er im August 1242 als Gesandter mit dem französischen König Ludwig IX. über angebliche Verletzungen des Waffenstillstands. Während der Krankheit des königlichen Kanzlers Richard of Evesham übernahm er zeitweise die Führung des Großsiegels. Später, von 1247 bis 1248 und von 1249 bis Mai 1250 diente er auch offiziell als Keeper of the Great Seal, ohne wohl jedoch zum königlichen Kanzler ernannt zu werden. Der König belohnte seine Dienste mit dem Erlass einer Schuld, die er bei einem jüdischen Geldverleiher hatte, mit dem Verzicht auf die Forderung von Schildgeld sowie mit Marktrechten und anderen Privilegien für seine Güter Tuxford und Warsop in Nottinghamshire sowie Aston Le Walls in Northamptonshire. Weitere Besitzungen hatte Lexinton in Lincolnshire und Oxfordshire. 1248 erwarb er Theydon Mount in Essex, das ihm möglicherweise als Landsitz diente.

## Dienst als königlicher Richter
Anfang 1245 war Lexinton wieder in Cheshire, wo er versuchte, nach dem gescheiterten Feldzug gegen Wales vom Vorjahr wieder die Ordnung herzustellen. Zwischen März und Juli 1246 wurde er zum Steward of the Household ernannt, kraft dieses Amtes diente er von 1247 bis 1251 auch als Richter am Court of King’s Bench. Bis 1249 blieb das Amt des Chief Justice des Gerichtshofs unbesetzt, dabei übernahm Lexinton offenbar die nominelle Leitung und die meisten Routinefälle des Gerichts. Ab November 1252 diente er als oberster Forstrichter der königlichen Wälder nördlich des Trent. Dazu war er nach dem Tod seines ältesten Bruders Robert 1250 dessen Erbe geworden, wodurch er umfangreiche Ländereien in Nordengland geerbt hatte. 1253 zog er sich vom Königshof zurück, dafür wurde er im Januar zum Verwalter der königlichen Burgen Scarborough, Pickering und Bamburgh. Diese Ämter behielt er bis Juni bzw. November 1255. 1255 kehrte er noch einmal an den Königshof zurück, nachdem drei führende Richter beurlaubt worden waren. Als Richter am Court of King’s Bench begleitete er Heinrich III., als dieser von August bis Oktober Yorkshire und Lincolnshire besuchte. Dabei musste er Berichten nachgehen, nach denen Juden aus Lincoln einen christlichen Jungen namens Hugh gekreuzigt hätten. Von dem Juden Copin erzwang er ein Geständnis, worauf es zu zahlreichen Prozessen und Verurteilungen von anderen Juden kam. 19 Juden wurden in Lincoln und London hingerichtet, 91 weitere Juden wurden wegen Beteiligung an dem Mord verbannt, aber später gegen Zahlung einer hohen Strafe begnadigt. John Bruder Henry of Lexinton, Bischof von Norwich, ließ den Leichnam des angeblich ermordeten Jungen in der Kathedrale von Lincoln bestatten, wo er bald darauf zu einem bedeutenden Pilgerziel wurde.

## Heirat und Erbe
Zwischen 1239 und 1243 hatte Lexinton Margery de Merley, die Witwe von Roger de Merlay, Lord of Morpeth in Northumberland geheiratet. Sie war eine Tochter von Richard de Umfraville, Lord of Prudhoe in Northumberland. Als Wittum brachte sie drei Güter in Northumberland mit in die Ehe. Die Ehe blieb kinderlos. Er starb am oder kurz vor dem 16. Januar 1257. Sein Erbe wurde sein Bruder Henry.